# Marcella (televisieserie)
Marcella is een Britse detectiveserie. De televisieserie is bedacht door de Zweed Hans Rosenfeldt, die eerder The Bridge maakte. De serie werd geproduceerd voor ITV, dat het eerste seizoen uitzond in 2016. Internationaal verscheen de serie op Netflix. Een tweede en derde seizoen verschenen in respectievelijk 2018 en 2020. Anna Friel ontving in 2017 een International Emmy Award voor haar hoofdrol als Marcella.

## Verhaal

### Seizoen 1
Marcella Backland, rechercheur bij de Londense Metropolitan Police, besluit terug te keren naar haar werk, nadat haar echtgenoot Jason plotseling aankondigt dat hij haar verlaat. Marcella heropent haar onderzoek naar de drie onopgeloste Grove Park-moorden uit 2005, wanneer het erop lijkt dat de seriemoordenaar verantwoordelijk voor die zaken is teruggekeerd.

### Seizoen 2
Marcella onderzoekt een seriemoordenaar die kinderen als doelwit heeft. Tijdens haar onderzoek stuit ze op een pedofiel, een arrogante miljonair, een voormalige rockster en symbolen die in verband staan met hekserij. Haar van haar vervreemde echtgenoot Jason is inmiddels verloofd met een verpleegster uit zijn afkickkliniek, terwijl de echtscheiding nog niet officieel is. Hierdoor ontstaat een strijd om de voogdij van hun kinderen. Marcella zoekt hulp voor haar black-outs en komt erachter dat ze het overlijden van haar baby had weggedrukt.

### Seizoen 3
Marcella heeft een nieuwe identiteit aangenomen. Als Keira Devlin werkt ze undercover in Noord-Ierland, waar ze betrokken raakt bij een rijke, criminele familie. Er wordt steeds meer duidelijk over Marcella’s psychische problemen.

## Rolverdeling
Een selectie van de cast:
- Anna Friel als Marcella Backland
- Nicholas Pinnock als Jason Backland
- Ray Panthaki als Rav Sangha
- Jamie Bamber als Tim Williamson
- Jack Doolan als Mark Travis
- Nina Sosanya als Laura Porter
- Charlie Covell als Alex Dier
- Sophia Brown als Leanne Hunter
- Amanda Burton als Katherine Maguire
- Hugo Speer als Frank Young
- Aaron McCusker als Finn Maguire
- Martin McCann als Bobby Barrett
- Kelly Gough als Stacey Maguire Barrett
- Michael Colgan als Rory Maguire
- Harry Lloyd als Henry Gibson

- Laura Carmichael als Maddy Stevenson
- Tobias Santelmann als Yann Hall
- Florence Pugh als Cara Thomas
- Keith Allen als Alan Summers
- Nigel Planer als Reg Reynolds
- Jason Hughes als Vince Whitman
- Victoria Smurfit als Maya Whitman
- Joshua Herdman als Eric Davidson
- Laurence Kinlan als Jack Healy
- Otto Farrant als Evan Jones
- Nick Hendrix als Adrian Cooper
- Lucy Speed als Leslie Evans
- T'Nia Miller als Aleesha
- Zahra Ahmadi als Sadie